# Swedish Masters 2016
Das Swedish Masters 2016 im Badminton fand vom 21. bis zum 24. Januar 2015 in Uppsala statt.

## Sieger und Platzierte
| Disziplin    | Gold                                | Silber                              | Bronze                                    |
| ------------ | ----------------------------------- | ----------------------------------- | ----------------------------------------- |
| Herreneinzel | Anders Antonsen                     | Mathias Borg                        | Lucas Claerbout                           |
| Herreneinzel | Anders Antonsen                     | Mathias Borg                        | Henri Hurskainen                          |
| Dameneinzel  | Karin Schnaase                      | Olga Konon                          | Line Kjærsfeldt                           |
| Dameneinzel  | Karin Schnaase                      | Olga Konon                          | Nanna Vainio                              |
| Herrendoppel | Mathias Christiansen David Daugaard | Kim Astrup Anders Skaarup Rasmussen | Bastian Kersaudy Gaëtan Mittelheisser     |
| Herrendoppel | Mathias Christiansen David Daugaard | Kim Astrup Anders Skaarup Rasmussen | Kasper Antonsen Niclas Nøhr               |
| Damendoppel  | Maiken Fruergaard Sara Thygesen     | Samantha Barning Iris Tabeling      | Anastasia Chervyakova Olga Morozova       |
| Damendoppel  | Maiken Fruergaard Sara Thygesen     | Samantha Barning Iris Tabeling      | Sophie Brown Kate Robertshaw              |
| Mixed        | Robert Mateusiak Nadieżda Zięba     | Mathias Christiansen Lena Grebak    | Søren Gravholt Maiken Fruergaard          |
| Mixed        | Robert Mateusiak Nadieżda Zięba     | Mathias Christiansen Lena Grebak    | Gaëtan Mittelheisser Audrey Mittelheisser |